# Servaci de Tongeren
Servaci de Tongeren, en neerlandès Servaas van Maastricht, en llatí Servatius, en francès Servais de Tongres (Armènia, s. IV - Maastricht, Països Baixos, ca. 384, o segle V) hauria estat el darrere bisbe de Tongeren que va residir a Tongeren abans que la seu es traslladés a Maastricht. És venerat com a sant per l'Església catòlica, i se'n celebra el dies natalis el 13 de maig. Com a sant de glaç, està invocat contra el gel i la febre.

## Biografia

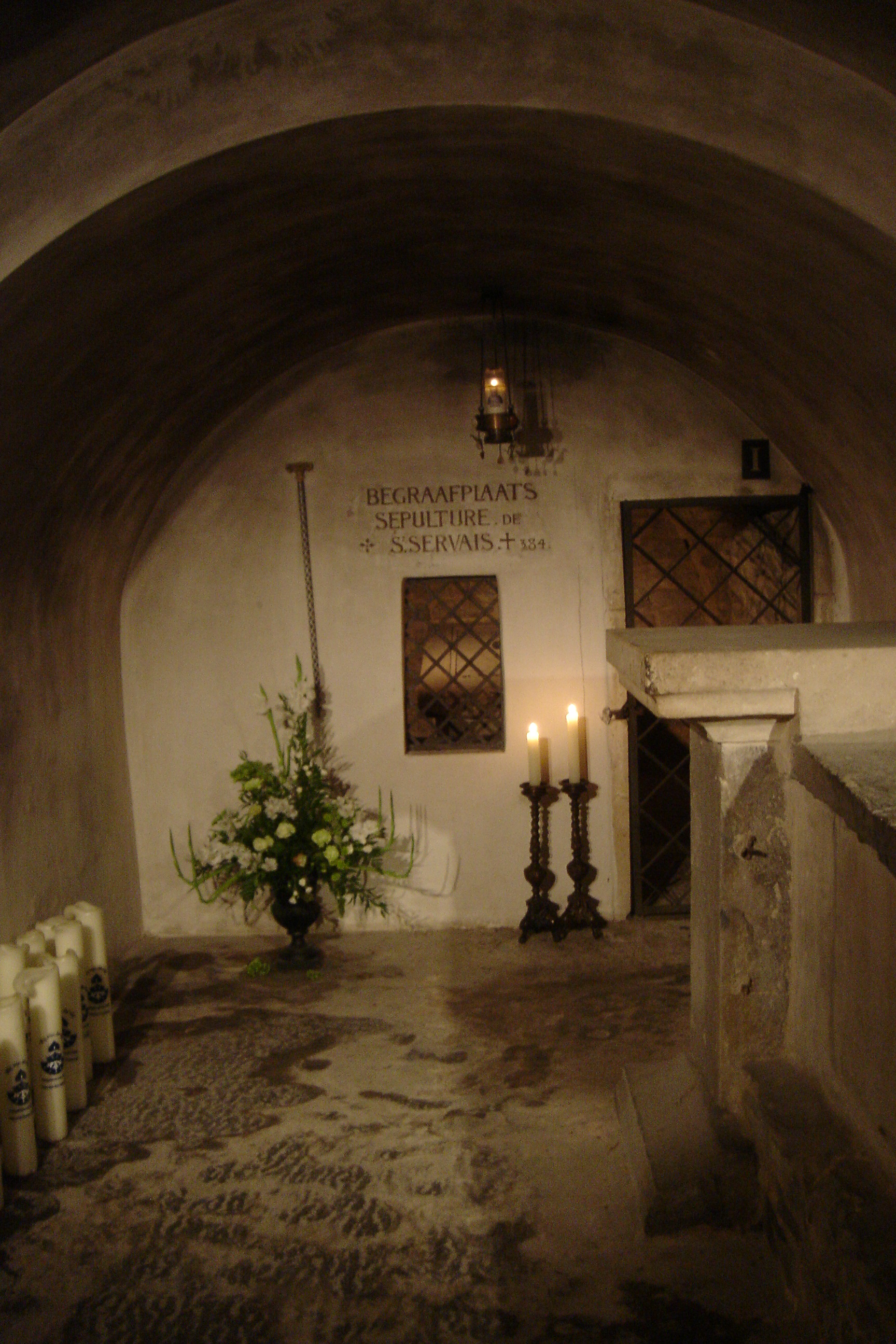
Cripta amb la suposada tomba de Servaci a Maastricht

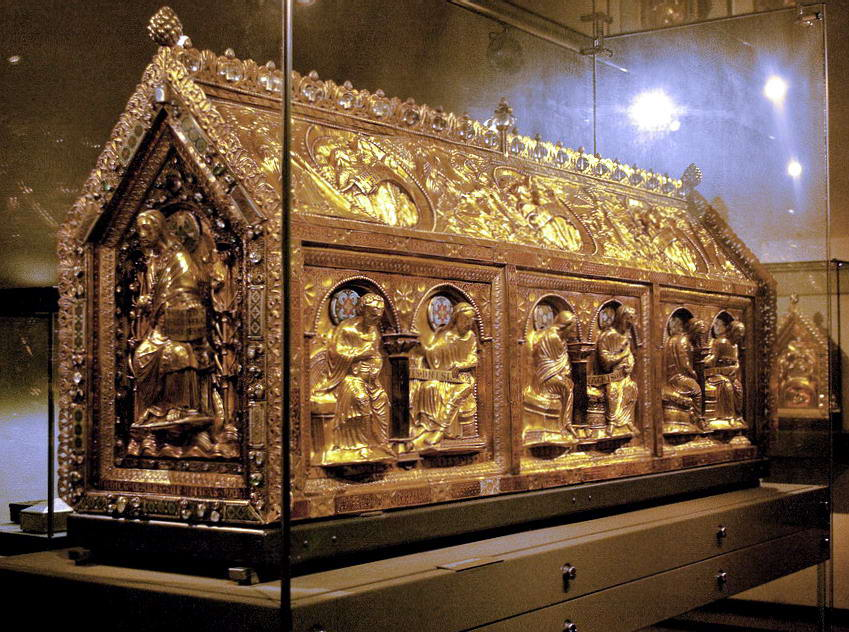
Reliquiari del sant, s. XII, a St Servaas.

No hi ha molts elements documentats sobre la seva vida. Hauria nascut a Armènia al segle iv. Un bisbe, nomenat Sarbatios o Arovatius ha participat en el Concili de Sàrdica (actualment Sofia) que va defensar la teoria de la trinitat i oposar-se a l'arrianisme. No és segur que Sarbatios i Servaci siguin la mateixa persona, i recerques recents dubten que Sarbatios i Servatio Tungrorum Episcopus siguin un, i situen Servaci cap a mitjan segle v. La llegenda accepta que va morir el 384 a Maastricht i que va ser sebollit al cementiri de la Via Bèlgica, fora les muralles.
Altres autors qüestionen la seva existència. Relíquies i sants eren arguments útils per a la cristianització i es van «crear» molts sants a partir de tradicions, confusions i troballes de restes a antigues necròpolis romans.

## Veneració
Les llegendes van continuar formant-se després d'una primera hagiografia encarregada pel capítol de l'església de Maastricht a Gregori de Tours, que contribuí a estendre'n el culte. Aquest culte va atènyer el seu apogeu vers 1170-80, quan el poeta Heinrich van Veldeke va redactar un poema en limburguès «Sente Servas».
El bisbe Monulf va construir una primera església al suposat sepulcre de Servaci a l'entorn de l'any 550, que va formar la cleda de la futura basílica de Sant Servaci de Maastricht.